# Premiul Saturn pentru cele mai bune efecte speciale
Premiul Saturn pentru cele mai bune efecte speciale (în engleză: Saturn Award for Best Special / Visual Effects) este un premiu acordat din 1974 de Academy of Science Fiction, Fantasy and Horror Films (de la a doua ceremonie a premiilor Saturn).

## Câștigători și nominalizări

### Anii 1970
| An                                                         | Artiști efecte speciale                          | Film                            |
| ---------------------------------------------------------- | ------------------------------------------------ | ------------------------------- |
| 1973 (2nd)                                                 | Marcel Vercoutere                                | Exorcistul                      |
| 1974/75 (3rd)                                              |                                                  |                                 |
| Douglas Knapp, Bill Taylor, John Carpenter, Dan O'Bannon   | Steaua întunecată                                |                                 |
| 1976 (4th)                                                 |                                                  |                                 |
| L. B. Abbott (pentru cariera sa)                           |                                                  |                                 |
| 1977 (5th)                                                 |                                                  |                                 |
| John Dykstra, John Stears                                  | O nouă speranță                                  |                                 |
| Douglas Trumbull                                           | Întâlnire de gradul trei                         |                                 |
| Albert Whitlock, Chuck Gaspar (Van der Veer Photo Effects) | Exorcistul II: Ereticul                          |                                 |
| Ray Harryhausen                                            | Sinbad and the Eye of the Tiger                  |                                 |
| 1978 (6th)                                                 | Colin Chilvers                                   | Superman                        |
| 1978 (6th)                                                 | Henry Millar (Van der Veer Photo Effects)        | Misiunea Capricorn Unu          |
| 1978 (6th)                                                 | Ira Anderson Jr.                                 | Damien: Omen II                 |
| 1978 (6th)                                                 | Dell Rheaume, Russel Hessey                      | Invazia jefuitorilor de trupuri |
| 1978 (6th)                                                 | Albert Whitlock                                  | The Wiz                         |
| 1979 (7th)                                                 | Douglas Trumbull, John Dykstra, Richard Yuricich | Star Trek: Filmul               |
| 1979 (7th)                                                 | Brian Johnson, Nick Allder                       | Alien                           |
| 1979 (7th)                                                 | Peter Ellenshaw                                  | Gaura neagră                    |
| 1979 (7th)                                                 | John Evans, John Richardson                      | Moonraker                       |
| 1979 (7th)                                                 | Robbie Knott                                     | Muppets la Hollywood            |

### Anii 1980
| An             | Artiști efecte speciale                                                                                                | Film                                       |
| -------------- | --- | ------------------------------------------ |
| 1980 (8th)     | Brian Johnson, Richard Edlund                                                                                          | Imperiul contraatacă                       |
| 1980 (8th)     | Chuck Comisky | Bătălie peste stele                        |
| 1980 (8th)     | Richard Albain Jr., Tommy Lee Wallace, James F. Liles                                                                  | Ceața                                      |
| 1980 (8th)     | Dave Allen, Peter Kuran                                                                                                | Howling                                    |
| 1980 (8th)     | Gary Zeller | Scanners                                   |
| 1981 (9th)     | Richard Edlund | Indiana Jones și căutătorii arcei pierdute |
| 1981 (9th)     | Ray Harryhausen | Ciocnirea titanilor                        |
| 1981 (9th)     | Brian Johnson, Dennis Muren                                                                                            | Vânătorul de dragoni                       |
| 1981 (9th)     | John Stears | Satelitul corupției                        |
| 1981 (9th)     | Jon Bunker | Bandiții timpului                          |
| 1982 (10th)    | Carlo Rambaldi, Dennis Muren                                                                                           | E.T. Extraterestrul                        |
| 1982 (10th)    | Douglas Trumbull, Richard Yuricich                                                                                     | Blade Runner                               |
| 1982 (10th)    | Roy Field, Brian Smithies                                                                                              | Cristalul întunecat                        |
| 1982 (10th)    | Tom Campbell, William T. Conway, John Carl Buechler, Steve Neill                                                       | Forbidden World                            |
| 1982 (10th)    | Rob Bottin | Creatura                                   |
| 1983 (11th)    | Richard Edlund, Dennis Muren, Ken Ralston                                                                              | Întoarcerea lui Jedi                       |
| 1983 (11th)    | (Entertainment Effects Group)                                                                                          | O idee genială                             |
| 1983 (11th)    | Ian Wingrove | Niciodată să nu spui niciodată             |
| 1983 (11th)    | Lee Dyer | Something Wicked This Way Comes            |
| 1983 (11th)    | Chuck Comisky, Kenneth Jones, Lawrence E. Benson (Private Stock Effects Inc.)                                          | Strange Invaders                           |
| 1984 (12th)    | Chris Walas | Gremlinii                                  |
| 1984 (12th)    | Richard Edlund | 2010                                       |
| 1984 (12th)    | Lawrence E. Benson | Creature                                   |
| 1984 (12th)    | Barry Nolan | Dune                                       |
| 1984 (12th)    | Ralph Winter | Star Trek III: În căutarea lui Spock       |
| 1985 (13th)    | Kevin Pike | Înapoi în viitor                           |
| 1985 (13th)    | (The L.A. Effects Group)                                                                                               | Commando                                   |
| 1985 (13th)    | Bruce Nicholson, Ralph Winter                                                                                          | Exploratorii                               |
| 1985 (13th)    | Richard Edlund | Noaptea groazei                            |
| 1985 (13th)    | (Apogee) | Forța vieții                               |
| 1986 (14th)    | Stan Winston, Robert Skotak, Dennis Skotak (The L.A. Effects Group)                                                    | Aliens - Misiune de pedeapsă               |
| 1986 (14th)    | Lyle Conway | Prăvălia groazei                           |
| 1986 (14th)    | Richard Edlund | Poltergeist II: The Other Side             |
| 1986 (14th)    | Syd Mead, Eric Allard                                                                                                  | Scurt circuit                              |
| 1986 (14th)    | Ken Ralston, Michael Lantieri                                                                                          | Star Trek IV: Călătoria acasă              |
| 1987 (15th)    | Peter Kuran, Phil Tippett, Rob Bottin, Rocco Gioffre                                                                   | RoboCop                                    |
| 1987 (15th)    | Vern Hyde, Doug Beswick, Tom Sullivan                                                                                  | Evil Dead II                               |
| 1987 (15th)    | Dennis Muren, Bill George, Harley Jessup, Kenneth Smith                                                                | Călătoria fantastică                       |
| 1987 (15th)    | Richard Edlund | Înfruntarea secolului                      |
| 1987 (15th)    | Joel Hynek, Stan Winston, Richard Greenberg, Robert M. Greenberg                                                       | Predator                                   |
| 1987 (15th)    | Michael Lantieri (Industrial Light & Magic)                                                                            | Vrăjitoarele din Eastwick                  |
| 1988 (16th)    | George Gibbs, Ken Ralston, Richard Williams (Industrial Light & Magic)                                                 | Cine vrea pielea lui Roger Rabbit?         |
| 1988 (16th)    | Peter Kuran, Alan Munro, Ted Rae, Robert Short                                                                         | Viață de stafie                            |
| 1988 (16th)    | Kevin Pike, Hoyt Yeatman, Will Vinton                                                                                  | Moonwalker                                 |
| 1988 (16th)    | Eric Brevig, Allen Hall (Dream Quest Images)                                                                           | Poveste trăsnită de Crăciun                |
| 1988 (16th)    | Eric Allard, Jeff Jarvis                                                                                               | Scurt circuit 2                            |
| 1988 (16th)    | John Richardson (Industrial Light & Magic)                                                                             | Willow                                     |
| 1989/90 (17th) | Ken Ralston (Industrial Light & Magic)                                                                                 | Înapoi în viitor II                        |
| 1989/90 (17th) | (Industrial Light & Magic, Dream Quest Images, Fantasy II Film Effects, Wonderworks)                                   | Abisul                                     |
| 1989/90 (17th) | Richard Conway, Kent Houston                                                                                           | Aventurile Baronului Munchausen            |
| 1989/90 (17th) | Bruce Nicholson, John T. Van Vliet, Richard Edlund, Laura Buff                                                         | Fantoma mea iubită                         |
| 1989/90 (17th) | Rick Baker, Ken Pepiot, Dennis Michelson                                                                               | Gremlins 2                                 |
| 1989/90 (17th) | Rick Fichter, David Sosalla, Peter Chesney                                                                             | Dragă, am micșorat copiii                  |
| 1989/90 (17th) | Phil Tippett, Rob Bottin, Peter Kuran                                                                                  | RoboCop 2                                  |
| 1989/90 (17th) | Thomas L. Fisher, Eric Brevig, Rob Bottin (Dream Quest Images, Industrial Light & Magic, Stetson Visual Services Inc.) | Total Recall                               |
| 1989/90 (17th) | Tom Woodruff Jr., Alec Gillis (4-Ward Productions, Illusion Arts Inc., Fantasy II Film Effects)                        | Creaturi ucigașe                           |

### Anii 1990
| An          | Artiști efecte speciale | Film                                      |
| ----------- | --- | ----------------------------------------- |
| 1991 (18th) | Stan Winston (Industrial Light & Magic, Fantasy II Film Effects, 4-Ward Productions)                                                                            | Terminatorul 2: Ziua Judecății            |
| 1991 (18th) | Richard Yuricich, Kevin Yagher (Video Image) | Bill și Ted merg în iad                   |
| 1991 (18th) | Syd Dutton, Bill Taylor, Gene Warren Jr. (Illusion Arts Inc.)                                                                                                   | Frankenstein dezlănțuit                   |
| 1991 (18th) | Stan Winston, Joel Hynek (R/Greenberg Associates Inc.) | Predator 2                                |
| 1991 (18th) | Ken Ralston (Industrial Light & Magic) | Omul rachetă                              |
| 1991 (18th) | (Perpetual Motion Pictures, Dream Quest Images) | Vrăjitorul                                |
| 1992 (19th) | Ken Ralston, Tom Woodruff Jr., Alec Gillis (Industrial Light & Magic)                                                                                           | Tinerețe veșnică                          |
| 1992 (19th) | Alan Munro (Visual Concept Engineering (VCE), Alterian, Inc., David Miller Creations)                                                                           | Familia Addams                            |
| 1992 (19th) | George Gibbs, Richard Edlund, Alec Gillis, Tom Woodruff Jr. | Alien 3                                   |
| 1992 (19th) | Richard Taylor, Bob McCarron | Braindead (Dead Alive)                    |
| 1992 (19th) | Roman Coppola | Bram Stoker's Dracula                     |
| 1992 (19th) | Frank Ceglia, Paul Haines, Tom Ceglia | Omul care tunde iarba                     |
| 1992 (19th) | Bruce Nicholson, Ned Gorman (Industrial Light & Magic) | Memoriile omului invizibil                |
| 1993 (20th) | Dennis Muren, Stan Winston, Phil Tippett, Michael Lantieri | Jurassic Park                             |
| 1993 (20th) | Michael J. McAlister, Kimberly Nelson LoCascio | Demolatorul                               |
| 1993 (20th) | (Pacific Data Images (PDI), 4-Ward Productions) | Suflete rătăcitoare                       |
| 1993 (20th) | (Buena Vista Visual Effects, Matte World Digital, Rhythm & Hues)                                                                                                | Hocus Pocus                               |
| 1993 (20th) | John E. Sullivan (Sony Pictures Imageworks [us], Boss Film Studios, Fantasy II Film Effects, Visual Concept Engineering (VCE), The Baer Animation Company Inc.) | Last Action Hero                          |
| 1993 (20th) | Ariel Velasco-Shaw, Eric Leighton, Gordon Baker | The Nightmare Before Christmas            |
| 1993 (20th) | Richard Edlund | Solar Crisis                              |
| 1994 (21st) | John Bruno (Digital Domain) | True Lies                                 |
| 1994 (21st) | Andrew Mason (International Creative Effects) | The Crow                                  |
| 1994 (21st) | Ken Ralston (Industrial Light & Magic) | Forrest Gump                              |
| 1994 (21st) | (Illusion Arts Inc., Fantasy II Film Effects, Visual Concept Engineering)                                                                                       | The Shadow                                |
| 1994 (21st) | Jeffrey A. Okun, Patrick Tatopoulos | Stargate                                  |
| 1994 (21st) | Gregory L. McMurry | Timecop                                   |
| 1995 (22nd) | Stan Parks (Industrial Light & Magic, Amalgamated Dynamics) | Jumanji                                   |
| 1995 (22nd) | John Dykstra, Thomas L. Fisher, Andrew Adamson, Eric Durst | Batman Forever                            |
| 1995 (22nd) | Scott Farrar, Stan Winston, Michael Lantieri (Industrial Light & Magic)                                                                                         | Congo                                     |
| 1995 (22nd) | Eric Brevig (Industrial Light & Magic) | The Indian in the Cupboard                |
| 1995 (22nd) | Joel Hynek (Mass. Illusions LLC) | Judge Dredd                               |
| 1995 (22nd) | Richard Edlund, Steve Johnson | Species                                   |
| 1996 (23rd) | Volker Engel, Clay Pinney, Douglas Smith, Joe Viskocil | Independence Day                          |
| 1996 (23rd) | Scott Squires, Phil Tippett, James Straus, Kit West | Dragonheart                               |
| 1996 (23rd) | Wes Takahashi, Charlie McClellan, Richard Taylor | The Frighteners                           |
| 1996 (23rd) | Jim Mitchell, Michael L. Fink, David Andrews, Michael Lantieri (Industrial Light & Magic, Warner Digital Studios)                                               | Mars Attacks!                             |
| 1996 (23rd) | John Knoll (Industrial Light & Magic) | Star Trek: First Contact                  |
| 1996 (23rd) | Stefen Fangmeier, John Frazier, Habib Zargarpour, Henry LaBounta                                                                                                | Twister                                   |
| 1997 (24th) | Phil Tippett, Scott E. Anderson, Alec Gillis, Tom Woodruff Jr., John Richardson                                                                                 | Starship Troopers                         |
| 1997 (24th) | Pitof, Erik Henry, Alec Gillis, Tom Woodruff Jr. | Alien Resurrection                        |
| 1997 (24th) | Ken Ralston, Stephen Rosenbaum, Jerome Chen, Mark Holmes | Contact                                   |
| 1997 (24th) | Karen E. Goulekas, Mark Stetson | The Fifth Element                         |
| 1997 (24th) | Dennis Muren, Stan Winston, Michael Lantieri, Randy Dutra | The Lost World: Jurassic Park             |
| 1997 (24th) | Eric Brevig, Peter Chesney, Rob Coleman, Rick Baker | Men in Black                              |
| 1998 (25th) | Volker Engel, Patrick Tatopoulos, Karen E. Goulekas, Clay Pinney                                                                                                | Godzilla                                  |
| 1998 (25th) | Pat McClung, Richard R. Hoover, John Frazier | Armageddon                                |
| 1998 (25th) | Andrew Mason, Mara Bryan, Peter Doyle, Tom Davies | Dark City                                 |
| 1998 (25th) | Angus Bickerton | Lost in Space                             |
| 1998 (25th) | Rick Baker, Hoyt Yeatman, Allen Hall, Jim Mitchell | Mighty Joe Young                          |
| 1998 (25th) | Roger Guyett, Stefen Fangmeier, Neil Corbould | Saving Private Ryan                       |
| 1999 (26th) | Rob Coleman, John Knoll, Dennis Muren, Scott Squires | Star Wars: Episode I – The Phantom Menace |
| 1999 (26th) | Stan Winston, Bill George, Kim Bromley, Robert Stadd | Galaxy Quest                              |
| 1999 (26th) | John Gaeta, Janek Sirrs, Steve Courtley, Jon Thum | The Matrix                                |
| 1999 (26th) | John Andrew Berton Jr., Daniel Jeannette, Ben Snow, Chris Corbould                                                                                              | The Mummy                                 |
| 1999 (26th) | Jim Mitchell, Joss Williams, Kevin Yagher, Mark S. Miller | Sleepy Hollow                             |
| 1999 (26th) | John Dykstra, Henry F. Anderson III, Jerome Chen, Eric Allard                                                                                                   | Stuart Little                             |

### Anii 2000
| An          | Artiști efecte speciale                                                                   | Film                                                           |
| ----------- | ----------------------------------------------------------------------------------------- | -------------------------------------------------------------- |
| 2000 (27th) | Scott E. Anderson, Craig Hayes, Scott Stokdyk, Stan Parks                                 | Hollow Man                                                     |
| 2000 (27th) | Michael Lantieri, David Drzewiecki (Amalgamated Dynamics, Rhythm, Hues Cinesite, VCE.Com) | The 6th Day                                                    |
| 2000 (27th) | Kevin Scott Mack, Matthew E. Butler, Bryan Grill, Allen Hall                              | How the Grinch Stole Christmas                                 |
| 2000 (27th) | Stefen Fangmeier, Habib Zargarpour, Tim Alexander, John Frazier                           | The Perfect Storm                                              |
| 2000 (27th) | Michael L. Fink, Michael J. McAlister, David Prescott, Theresa Ellis Rygiel               | X-Men                                                          |
| 2001 (28th) | Dennis Muren, Scott Farrar, Stan Winston, Michael Lantieri                                | A.I. Artificial Intelligence                                   |
| 2001 (28th) | Arthur Windus, Val Wardlaw, Hal Bertram, Nick Drew, Seb Caudron                           | Brotherhood of the Wolf                                        |
| 2001 (28th) | Robert Legato, Nick Davis, Roger Guyett, John Richardson                                  | Harry Potter and the Philosopher's Stone                       |
| 2001 (28th) | Jim Mitchell, Danny Gordon Taylor, Donald Elliott, John Rosengrant                        | Jurassic Park III                                              |
| 2001 (28th) | Jim Rygiel, Randall William Cook, Richard Taylor, Mark Stetson                            | The Lord of the Rings: The Fellowship of the Ring              |
| 2001 (28th) | John Andrew Berton Jr., Daniel Jeannette, Neil Corbould, Thomas Rosseter                  | The Mummy Returns                                              |
| 2002 (29th) | Rob Coleman, Pablo Helman, John Knoll, Ben Snow                                           | Star Wars: Episode II – Attack of the Clones                   |
| 2002 (29th) | Jim Mitchell, Nick Davis, John Richardson, Bill George                                    | Harry Potter and the Chamber of Secrets                        |
| 2002 (29th) | Jim Rygiel, Joe Letteri, Randall William Cook, Alex Funke                                 | The Lord of the Rings: The Two Towers                          |
| 2002 (29th) | Scott Farrar, Henry LaBounta, Michael Lantieri, Nathan McGuinness                         | Minority Report                                                |
| 2002 (29th) | John Dykstra, Scott Stokdyk, Anthony LaMolinara, John Frazier                             | Spider-Man                                                     |
| 2002 (29th) | Joel Hynek, Matthew E. Butler, Sean Andrew Faden, John Frazier                            | XXX                                                            |
| 2003 (30th) | Jim Rygiel, Joe Letteri, Randall William Cook, Alex Funke                                 | The Lord of the Rings: The Return of the King                  |
| 2003 (30th) | Dennis Muren, Edward Hirsh, Colin Brady, Michael Lantieri                                 | Hulk                                                           |
| 2003 (30th) | John Gaeta, Kim Libreri, George Murphy, Craig Hayes                                       | The Matrix Revolutions                                         |
| 2003 (30th) | John Knoll, Hal T. Hickel, Terry D. Frazee, Charles Gibson                                | Pirates of the Caribbean: The Curse of the Black Pearl         |
| 2003 (30th) | Pablo Helman, Danny Gordon Taylor, Allen Hall, John Rosengrant                            | Terminator 3: Rise of the Machines                             |
| 2003 (30th) | Michael L. Fink, Richard E. Hollander, Stephen Rosenbaum, Mike Vézina                     | X2                                                             |
| 2004 (31st) | John Dykstra, Scott Stokdyk, Anthony LaMolinara, John Frazier                             | Spider-Man 2                                                   |
| 2004 (31st) | Peter Chiang, Pablo Helman, Thomas J. Smith                                               | The Chronicles of Riddick                                      |
| 2004 (31st) | Karen E. Goulekas, Neil Corbould, Greg Strause, Remo Balcells                             | The Day After Tomorrow                                         |
| 2004 (31st) | Roger Guyett, Tim Burke, Bill George, John Richardson                                     | Harry Potter and the Prisoner of Azkaban                       |
| 2004 (31st) | John Nelson, Andrew R. Jones, Erik Nash, Joe Letteri                                      | I, Robot                                                       |
| 2004 (31st) | Scott Squires, Ben Snow, Daniel Jeannette, Syd Dutton                                     | Van Helsing                                                    |
| 2005 (32nd) | Joe Letteri, Richard Taylor, Christian Rivers, Brian Van't Hul                            | King Kong                                                      |
| 2005 (32nd) | Janek Sirrs, Dan Glass, Chris Corbould, Paul J. Franklin                                  | Batman Begins                                                  |
| 2005 (32nd) | Dean Wright, Bill Westenhofer, Jim Berney, Scott Farrar                                   | The Chronicles of Narnia: The Lion, the Witch and the Wardrobe |
| 2005 (32nd) | Jim Mitchell, Tim Alexander, Timothy Webber, John Richardson                              | Harry Potter and the Goblet of Fire                            |
| 2005 (32nd) | John Knoll, Roger Guyett, Rob Coleman, Brian Gernand                                      | Star Wars: Episode III – Revenge of the Sith                   |
| 2005 (32nd) | Dennis Muren, Pablo Helman, Randy Dutra, Dan Sudick                                       | War of the Worlds                                              |
| 2006 (33rd) | John Knoll, Hal T. Hickel, Charles Gibson, Allen Hall                                     | Pirates of the Caribbean: Dead Man's Chest                     |
| 2006 (33rd) | Karin Joy, John Andrew Berton Jr., Blair Clark, John Dietz                                | Charlotte's Web                                                |
| 2006 (33rd) | Jeremy Dawson, Dan Schrecker, Mark G. Soper, Peter Parks                                  | The Fountain                                                   |
| 2006 (33rd) | Roger Guyett, Russell Earl, Pat Tubach, Dan Sudick                                        | Mission: Impossible III                                        |
| 2006 (33rd) | Mark Stetson, Neil Corbould, Richard R. Hoover, Jon Thum                                  | Superman Returns                                               |
| 2006 (33rd) | John Bruno, Eric Saindon, Craig Lyn, Mike Vézina                                          | X-Men: The Last Stand                                          |
| 2007 (34th) | Scott Farrar, Scott Benza, Russell Earl, John Frazier                                     | Transformers                                                   |
| 2007 (34th) | Chris Watts, Grant Freckelton, Derek Wentworth, Daniel Leduc                              | 300                                                            |
| 2007 (34th) | Michael L. Fink, Bill Westenhofer, Ben Morris, Trevor Wood                                | The Golden Compass                                             |
| 2007 (34th) | Tim Burke, John Richardson, Paul J. Franklin, Greg Butler                                 | Harry Potter and the Order of the Phoenix                      |
| 2007 (34th) | John Knoll, Hal T. Hickel, Charles Gibson, John Frazier                                   | Pirates of the Caribbean: At World's End                       |
| 2007 (34th) | Scott Stokdyk, Peter Nofz, Spencer Cook, John Frazier                                     | Spider-Man 3                                                   |
| 2008 (35th) | Nick Davis, Chris Corbould, Timothy Webber, Paul J. Franklin                              | The Dark Knight                                                |
| 2008 (35th) | Dean Wright, Wendy Rogers                                                                 | The Chronicles of Narnia: Prince Caspian                       |
| 2008 (35th) | Eric Barba, Steve Preeg, Burt Dalton, Craig Barron                                        | The Curious Case of Benjamin Button                            |
| 2008 (35th) | Mike Wassel, Adrian De Wet, Andrew Chapman, Eamonn Butler                                 | Hellboy II: The Golden Army                                    |
| 2008 (35th) | Pablo Helman, Dan Sudick                                                                  | Indiana Jones and the Kingdom of the Crystal Skull             |
| 2008 (35th) | John Nelson, Ben Snow, Dan Sudick, Shane Mahan                                            | Iron Man                                                       |
| 2009 (36th) | Joe Letteri, Stephen Rosenbaum, Richard Baneham, Andrew R. Jones                          | Avatar                                                         |
| 2009 (36th) | Volker Engel, Marc Weigert, Mike Vézina                                                   | 2012                                                           |
| 2009 (36th) | Dan Kaufman, Peter Muyzers, Robert Habros, Matt Aitken                                    | District 9                                                     |
| 2009 (36th) | Tim Burke, John Richardson, Nicolas Aithadi, Tim Alexander                                | Harry Potter and the Half-Blood Prince                         |
| 2009 (36th) | Roger Guyett, Russell Earl, Paul Kavanagh, Burt Dalton                                    | Star Trek                                                      |
| 2009 (36th) | John 'D.J.' Des Jardin, Peter G. Travers, Joel Whist, Jessica Norman                      | Watchmen                                                       |

### Anii 2010
| An             | Artiști efecte speciale                                                  | Film                                                     |
| -------------- | ------------------------------------------------------------------------ | -------------------------------------------------------- |
| 2010 (37th)    | Chris Corbould, Andrew Lockley, Paul J. Franklin, Peter Bebb             | Inception                                                |
| 2010 (37th)    | Ken Ralston, Carey Villegas, Tom C. Peitzman, David Schaub               | Alice in Wonderland                                      |
| 2010 (37th)    | Barrie Hemsley, Angus Bickerton                                          | The Chronicles of Narnia: The Voyage of the Dawn Treader |
| 2010 (37th)    | Nicolas Aithadi, John Richardson, Christian Manz, Tim Burke              | Harry Potter and the Deathly Hallows – Part 1            |
| 2010 (37th)    | Ged Wright, Janek Sirrs, Ben Snow, Dan Sudick                            | Iron Man 2                                               |
| 2010 (37th)    | Karl Denham, Steve Preeg, Eric Barba, Nikos Kalaitzidis                  | Tron: Legacy                                             |
| 2011 (38th)    | Dan Lemmon, Joe Letteri, R. Christopher White, Daniel Barrett            | Rise of the Planet of the Apes                           |
| 2011 (38th)    | Scott E. Anderson, Matt Aitken, Joe Letteri, Matthias Menz, Keith Miller | The Adventures of Tintin: The Secret of the Unicorn      |
| 2011 (38th)    | Mark G. Soper, Christopher Townsend, Paul Corbould                       | Captain America: The First Avenger                       |
| 2011 (38th)    | Tim Burke, Greg Butler, John Richardson, David Vickery                   | Harry Potter and the Deathly Hallows – Part 2            |
| 2011 (38th)    | Steve Riley, Russell Earl, Kim Libreri, Dennis Muren                     | Super 8                                                  |
| 2011 (38th)    | Scott Benza, John Frazier, Matthew E. Butler, Scott Farrar               | Transformers: Dark of the Moon                           |
| 2012 (39th)    | Janek Sirrs, Jeff White, Guy Williams, Dan Sudick                        | The Avengers                                             |
| 2012 (39th)    | Grady Cofer, Pablo Helman, Jeanie King, Burt Dalton                      | Battleship                                               |
| 2012 (39th)    | Joe Letteri, Eric Saindon, David Clayton, R. Christopher White           | The Hobbit: An Unexpected Journey                        |
| 2012 (39th)    | Chris Corbould, Peter Chiang, Scott R. Fisher, Sue Rowe                  | John Carter                                              |
| 2012 (39th)    | Bill Westenhofer, Guillaume Rocheron, Erik-Jan de Boer, Donald Elliott   | Life of Pi                                               |
| 2012 (39th)    | Cedric Nicolas-Troyan, Phil Brennan, Neil Corbould, Michael Dawson       | Snow White and the Huntsman                              |
| 2013 (40th)    | Tim Webber, Chris Lawrence, Dave Shirk, Neil Corbould                    | Gravity                                                  |
| 2013 (40th)    | Joe Letteri, Eric Saindon, David Clayton, Eric Reynolds                  | The Hobbit: The Desolation of Smaug                      |
| 2013 (40th)    | Joe Letteri, John 'D.J.' Des Jardin, Dan Lemmon                          | Man of Steel                                             |
| 2013 (40th)    | John Knoll, James E. Price, Clay Pinney, Rocco Larizza                   | Pacific Rim                                              |
| 2013 (40th)    | Roger Guyett, Patrick Tubach, Ben Grossmann, Burt Dalton                 | Star Trek Into Darkness                                  |
| 2013 (40th)    | Jake Morrison, Paul Corbould, Mark Breakspear                            | Thor: The Dark World                                     |
| 2014 (41st)    | Paul J. Franklin, Andrew Lockley, Ian Hunter, Scott R. Fisher            | Interstellar                                             |
| 2014 (41st)    | Dan DeLeeuw, Russell Earl, Bryan Grill, Dan Sudick                       | Captain America: The Winter Soldier                      |
| 2014 (41st)    | Joe Letteri, Dan Lemmon, Daniel Barrett, Erik Winquist                   | Dawn of the Planet of the Apes                           |
| 2014 (41st)    | Gary Brozenich, Nick Davis, Jonathan Fawkner, Matthew Rouleau            | Edge of Tomorrow                                         |
| 2014 (41st)    | Stephane Ceretti, Nicolas Aithadi, Jonathan Fawkner, Paul Corbould       | Guardians of the Galaxy                                  |
| 2014 (41st)    | Joe Letteri, Eric Saindon, David Clayton, R. Christopher White           | The Hobbit: The Battle of the Five Armies                |
| 2015 (42nd)    | Roger Guyett, Patrick Tubach, Neal Scanlan, Chris Corbould               | Star Wars: The Force Awakens                             |
| 2015 (42nd)    | Paul Corbould, Christopher Townsend, Ben Snow, Paul Butterworth          | Avengers: Age of Ultron                                  |
| 2015 (42nd)    | Andrew Whitehurst, Paul Norris, Mark Williams Ardington, Sara Bennett    | Ex Machina                                               |
| 2015 (42nd)    | John Rosengrant, Michael Lantieri, Tim Alexander                         | Jurassic World                                           |
| 2015 (42nd)    | Andrew Jackson, Tom Wood, Dan Oliver, Andy Williams                      | Mad Max: Fury Road                                       |
| 2015 (42nd)    | Richard Stammers, Anders Langlands, Chris Lawrence, Steven Warner        | The Martian                                              |
| 2016 (43rd)    | John Knoll, Mohen Leo, Hal Hickel, Neil Corbould                         | Rogue One: A Star Wars Story                             |
| 2016 (43rd)    | Louis Morin, Ryal Cosgrove                                               | Arrival                                                  |
| 2016 (43rd)    | Joe Letteri, Joel Whist                                                  | The BFG                                                  |
| 2016 (43rd)    | Stephane Ceretti, Richard Bluff, Vincent Cirelli                         | Doctor Strange                                           |
| 2016 (43rd)    | Tim Burke, Christian Manz, David Watkins                                 | Fantastic Beasts and Where to Find Them                  |
| 2016 (43rd)    | Robert Legato, Adam Valdez, Andrew R. Jones, Dan Lemmon                  | The Jungle Book                                          |
| 2017 (44th)    | Christopher Townsend, Guy Williams, Jonathan Fawkner, Dan Sudick         | Guardians of the Galaxy Vol. 2                           |
| 2017 (44th)    | Geoffrey Baumann, Craig Hammack, Dan Sudick                              | Black Panther                                            |
| 2017 (44th)    | John Nelson, Paul Lambert, Richard R. Hoover, Gerd Nefzer                | Blade Runner 2049                                        |
| 2017 (44th)    | Stephen Rosenbaum, Jeff White, Scott Benza, Mike Meinardus               | Kong: Skull Island                                       |
| 2017 (44th)    | Ben Morris, Mike Mulholland, Chris Corbould, Neal Scanlan                | Star Wars: The Last Jedi                                 |
| 2017 (44th)    | Joe Letteri, Dan Lemmon, Daniel Barrett, Joel Whist                      | War for the Planet of the Apes                           |
| 2018/19 (45th) | Dan DeLeeuw, Matt Aitken, Russell Earl, Dan Sudick                       | Avengers: Endgame                                        |
| 2018/19 (45th) | Michael Mulholland, David Seager, Daniele Bigi, Jeff Capogreco           | Aladdin                                                  |
| 2018/19 (45th) | Guillaume Rocheron, Eric Frazier, Brian Connor, Peter Nofz               | Godzilla: King of the Monsters                           |
| 2018/19 (45th) | Huw J. Evans, Andrew Booth, Jody Johnson, Neil Corbould                  | Mission: Impossible – Fallout                            |
| 2018/19 (45th) | Scott Farrar, Scott Benza, Rick O'Connor                                 | A Quiet Place                                            |
| 2018/19 (45th) | Roger Guyett, Grady Cofer, Matthew E. Butler, Dave Shirk                 | Ready Player One                                         |
| 2018/19 (45th) | Janek Sirrs, Theodore Bialek, Brendan Seals, Alexis Wajsbrot             | Spider-Man: Far From Home                                |

### Anii 2020
| An               | Artiști efecte speciale                                        | Film                                       |
| ---------------- | -------------------------------------------------------------- | ------------------------------------------ |
| 2019/2020 (46th) | Roger Guyett, Neal Scanlan, Patrick Tubach, Dominic Tuohy      | Ascensiunea lui Skywalker                  |
| 2019/2020 (46th) | Scott R. Fisher, Allen Maris                                   | Ad Astra                                   |
| 2019/2020 (46th) | Mark Hawker, Yael Majors, Greg Steele                          | Păsări de pradă și fantastica Harley Quinn |
| 2019/2020 (46th) | Nicholas Brooks, Kristy Hollidge                               | It Chapter Two                             |
| 2019/2020 (46th) | Ken Egly, Robert Legato                                        | Regele Leu                                 |
| 2019/2020 (46th) | Mike Chambers, Scott R. Fisher, Andrew Jackson, Andrew Lockley | Tenet                                      |
| 2019/2020 (46th) | Eric Barba, Neil Corbould, Vinod Gundre, Sheldon Stopsack      | Terminator: Destin întunecat               |